# Bìm tía
Bìm (bìm) tía, tên khoa học Ipomoea purpurea, là một loài thực vật có hoa trong họ Bìm bìm. Loài này được (L.) Roth mô tả khoa học đầu tiên năm 1787.

## Hình ảnh

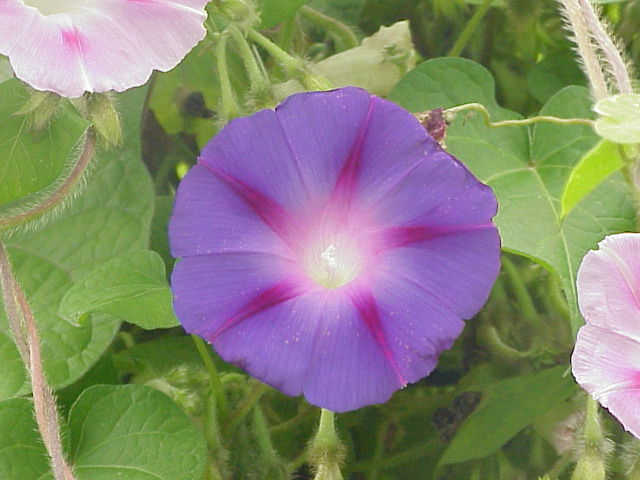
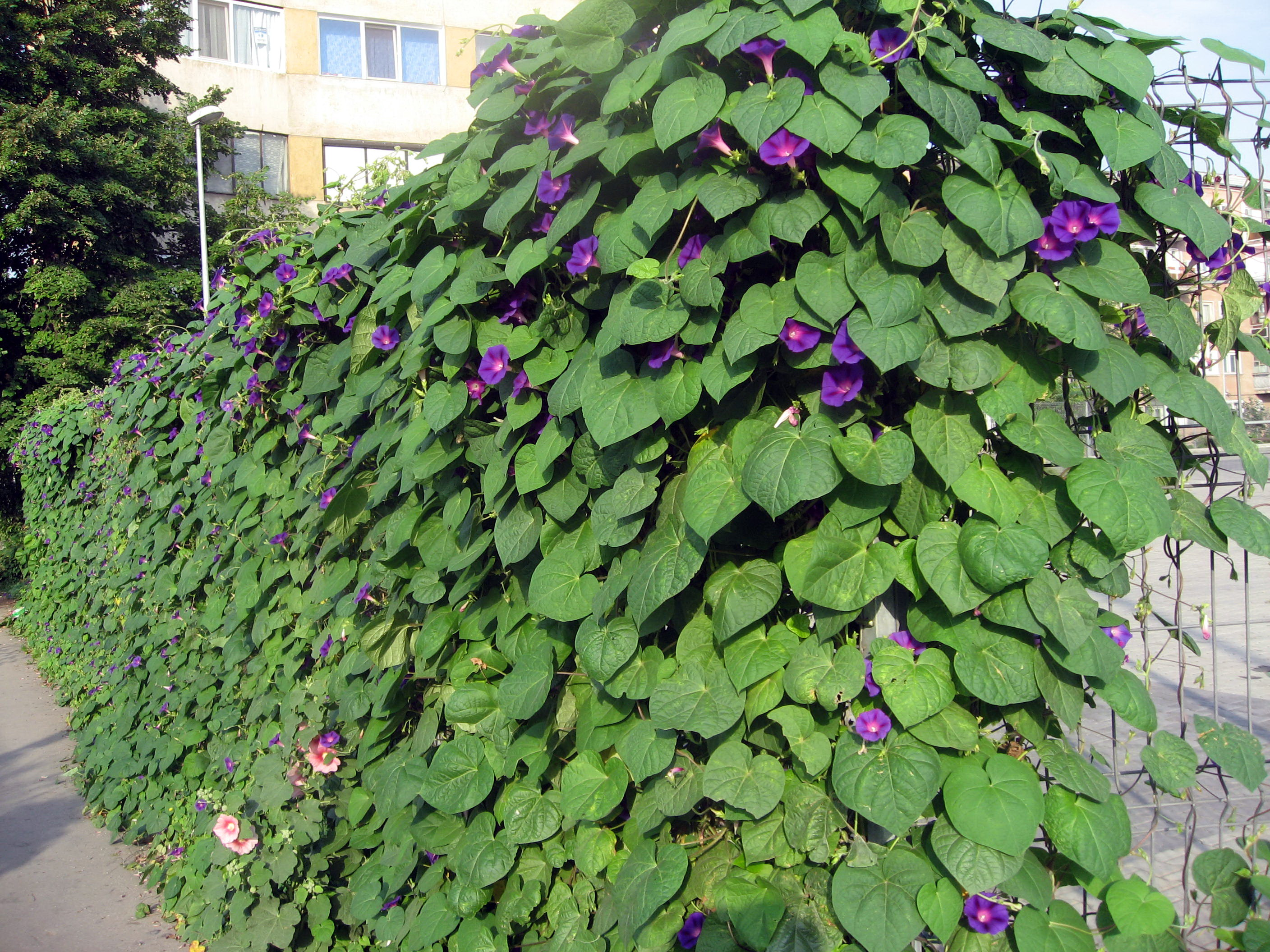
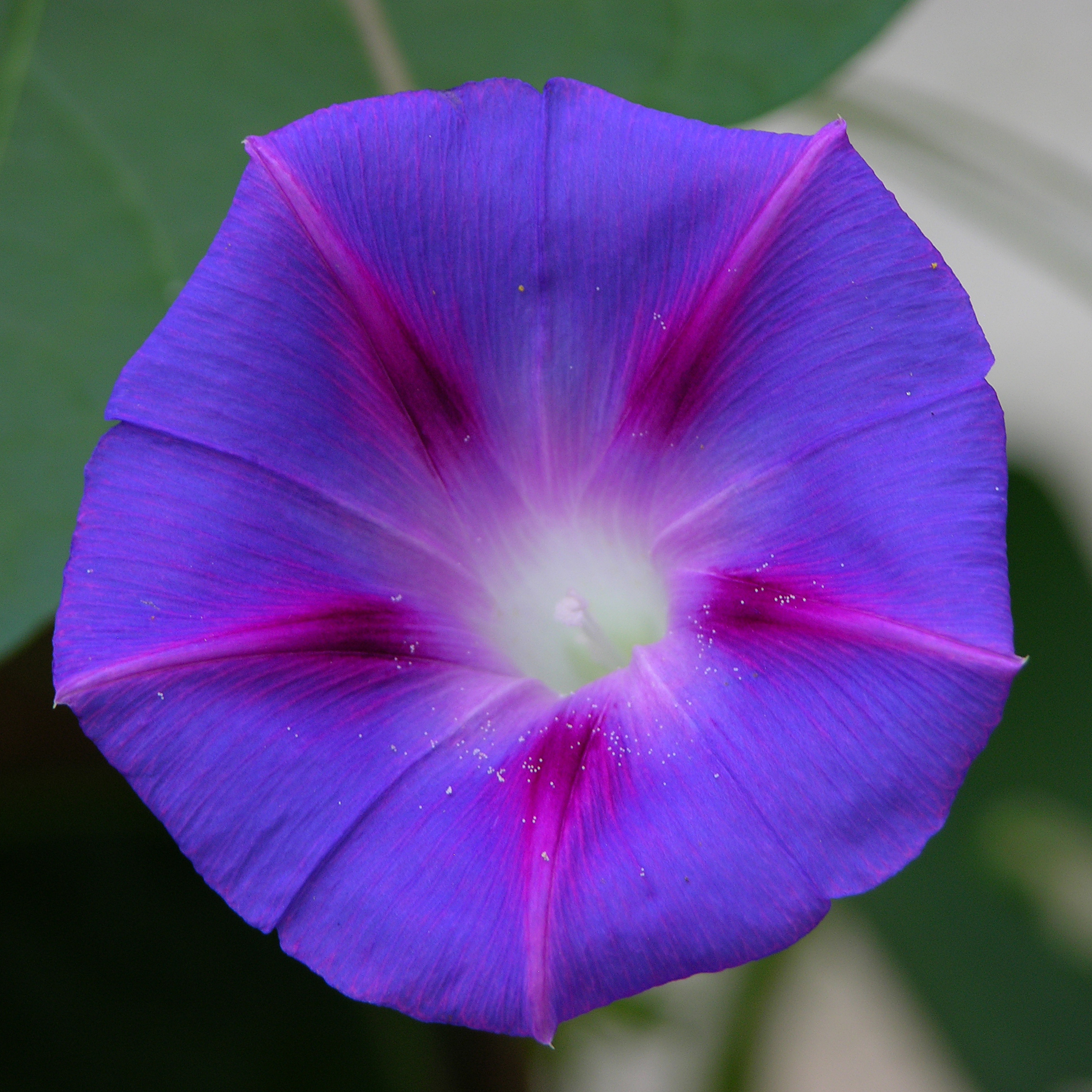
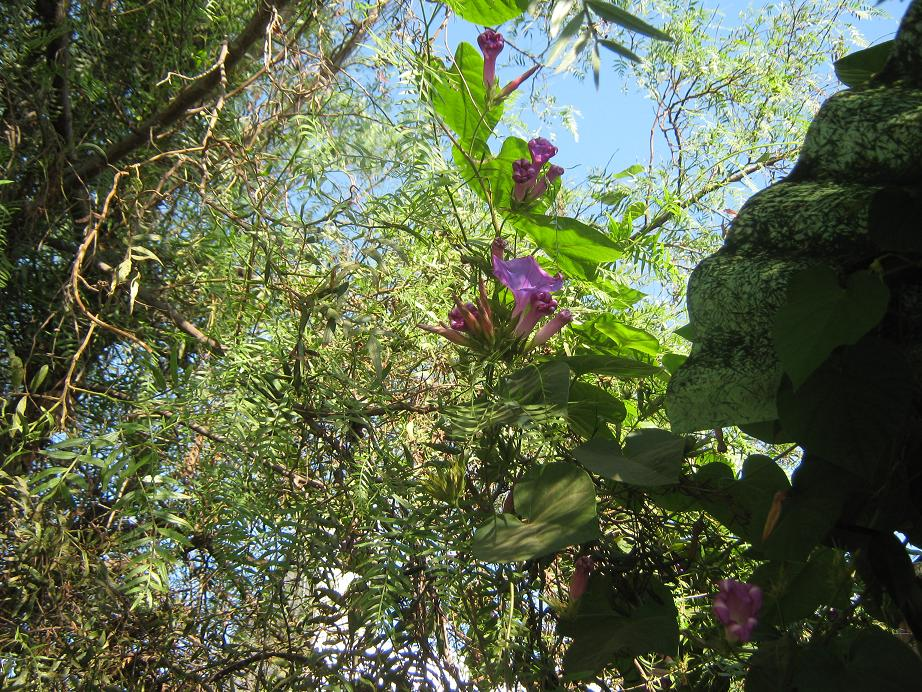